# Табунский район
Табу́нский райо́н — административно-территориальное образование (сельский район) и муниципальное образование (муниципальный район) в  Алтайском крае России.
Административный центр — село Табуны, расположенное в 370 км от Барнаула.

## География
Район расположен на западе края. Граничит с Благовещенским, Кулундинским и Славгородским районами Алтайского края, а также с Казахстаном.
Площадь — 1960 км².
Рельеф равнинный. Добываются песок, глина. Климат резко континентальный. Средняя температура января −18,5°С, июля +20,5°С количество атмосферных осадков — 230—250 мм. Почвы каштановые.

## История
Образован 15 января 1944 года из 9 сельсоветов Кулундинского района и 9 сельсоветов Ключевского района. 1 февраля 1963 года упразднён, 30 декабря 1966 года восстановлен.

## Население
| 1959    | 1996    | 1997    | 1998    | 1999    | 2000    | 2001    | 2002    |
| ------- | ------- | ------- | ------- | ------- | ------- | ------- | ------- |
| 15 532  | ↘13 000 | ↘12 700 | ↗12 900 | ↘12 800 | ↘12 700 | ↘12 300 | ↘11 900 |
| 2003    | 2004    | 2005    | 2006    | 2007    | 2008    | 2009    | 2010    |
| ↘11 884 | ↘11 766 | ↘11 733 | ↘11 667 | ↘11 636 | ↘11 419 | ↗11 421 | ↘10 057 |
| 2011    | 2012    | 2013    | 2014    | 2015    | 2016    | 2017    | 2018    |
| ↘10 014 | ↘9695   | ↗9890   | ↘9651   | ↘9453   | ↘9365   | ↘9282   | ↘9241   |
| 2019    | 2020    | 2021    |         |         |         |         |         |
| ↘9101   | ↘9032   | ↘7229   |         |         |         |         |         |

### Национальный состав[18]
| национальность | мужчин | женщин | всего  | %    |
| -------------- | ------ | ------ | ------ | ---- |
| русские        | 3 501  | 3 854  | 7 355  | 61,8 |
| немцы          | 1 140  | 1 158  | 2 298  | 19,3 |
| украинцы       | 663    | 845    | 1 508  | 12,7 |
| казахи         | 78     | 69     | 147    | 1,23 |
| белорусы       | 54     | 55     | 109    | 0,91 |
| татары         | 43     | 54     | 97     | 0,81 |
| цыгане         | 43     | 47     | 90     | 0,75 |
| азербайджанцы  | 18     | 21     | 39     | 0,33 |
| итого:         | 5 681  | 6 216  | 11 897 | 100  |

## Административно-муниципальное устройство
Табунский район с точки зрения административно-территориального устройства края включает 5 административно-территориальных образований — 5 сельсоветов.
Табунский муниципальный район в рамках муниципального устройства включает 5 муниципальных образований со статусом сельских поселений:
| № | Сельское поселение          | Административный центр | Количество населённых пунктов | Население (чел.) | Площадь (км²) |
| - | --------------------------- | ---------------------- | ----------------------------- | ---------------- | ------------- |
| 1 | Алтайский сельсовет         | село Алтайское         | 5                             | ↘1892            | 451,15        |
| 2 | Большеромановский сельсовет | село Большеромановка   | 3                             | ↘681             | 278,12        |
| 3 | Лебединский сельсовет       | село Лебедино          | 5                             | ↘497             | 267,69        |
| 4 | Серебропольский сельсовет   | село Сереброполь       | 6                             | ↘1608            | 245,62        |
| 5 | Табунский сельсовет         | село Табуны            | 6                             | ↘3651            | 340,23        |

В 2011 году Алтайский и Граничный сельсоветы объединены в Алтайский сельсовет.
Законом Алтайского края от 4 марта 2015 года № 12-ЗС, Белозёрский и Серебропольский сельсоветы объединены в Серебропольский сельсовет с административным центром в селе Сереброполь.

### Населённые пункты
В Табунском районе 24 населённых пункта:
| №  | Населённый пункт | Тип  | Население | Сельское поселение          |
| -- | ---------------- | ---- | --------- | --------------------------- |
| 1  | Александровка    | село | ↘214      | Алтайский сельсовет         |
| 2  | Алтайское        | село | ↗1428     | Алтайский сельсовет         |
| 3  | Большеромановка  | село | ↗699      | Большеромановский сельсовет |
| 4  | Бославино        | село | ↘4        | Лебединский сельсовет       |
| 5  | Георгиевка       | село | ↘1        | Серебропольский сельсовет   |
| 6  | Граничное        | село | ↘32       | Алтайский сельсовет         |
| 7  | Елизаветград     | село | ↘150      | Лебединский сельсовет       |
| 8  | Ермаковка        | село | ↘32       | Лебединский сельсовет       |
| 9  | Забавное         | село | ↗233      | Табунский сельсовет         |
| 10 | Камышенка        | село | ↘240      | Алтайский сельсовет         |
| 11 | Канна            | село | ↘57       | Большеромановский сельсовет |
| 12 | Карпиловка       | село | ↘26       | Большеромановский сельсовет |
| 13 | Лебедино         | село | ↗474      | Лебединский сельсовет       |
| 14 | Николаевка       | село | ↘182      | Серебропольский сельсовет   |
| 15 | Новокиевка       | село | ↗134      | Алтайский сельсовет         |
| 16 | Новороссийка     | село | ↘39       | Лебединский сельсовет       |
| 17 | Самбор           | село | ↗268      | Табунский сельсовет         |
| 18 | Саратовка        | село | ↘120      | Серебропольский сельсовет   |
| 19 | Сереброполь      | село | ↗998      | Серебропольский сельсовет   |
| 20 | Табуны           | село | ↘3238     | Табунский сельсовет         |
| 21 | Удальное         | село | ↗215      | Табунский сельсовет         |
| 22 | Успенка          | село | ↘205      | Серебропольский сельсовет   |
| 23 | Хорошее          | село | ↘277      | Серебропольский сельсовет   |
| 24 | Ямбор            | село | →2        | Табунский сельсовет         |

### Упразднённые населённые пункты
| - Барышевка - Берёзовка - Богдановка - Высокое - Городок - Григорьевка - Дмитриевка - Егоровка - Звонарёв Кут | - Ивановка - Каутовка - Кронштадт - Мариуполь - Новоникольское - Новопокровка - Новосовхозный - Ольгино - Ольховка - Перятино | - Петропавловка - Преображенка - Розовка - Ромны - Славянка - Цветочное - Юсковка - Ямки |

## Экономика
Основное направление экономики — сельское хозяйство. В последние годы оперативными темпами развивается переработка и размол зерна. Развито производство зерна, на территории района расположены элеватор.

## Транспорт
По территории района проходит автомобильная трасса «Кулунда — Табуны — Славгород».
Табуны связаны прямым железнодорожным сообщением с Барнаулом, Новосибирском и Москвой.